# 藤川貴央のニュースでござる
藤川貴央のニュースでござる（ふじかわたかおのニュースでござる）は、ラジオ大阪で2022年4月4日から2025年3月28日まで毎週月 - 金曜日の6:30  - 8:00（JST）に放送していた生ワイド番組。同局アナウンサー・藤川貴央の冠番組でもある。

## 概要
ラジオ大阪が全社員から企画を募った末に、平日の早朝帯で久々に編成する自社制作の報道系生ワイド番組。2014年（平成26年）10月から2年半にわたって『モーニングライダー! 藤川貴央です』を担当していた藤川が、当該時間帯の番組としては5年振りにレギュラーでパーソナリティを務める。
当番組では、「平日の忙しい朝にニュースを求める全ての人の耳」に向けて、前夜からのニュースや旬の話題を大阪発で紹介。藤川によれば、番組タイトルに入っている「ござる」はいわゆる「武士語」で、「ニュースに正面から斬り込む」「ニュースの決定版」といったニュアンスを込めているという。ちなみに、イラストレーターの白上雄平（藤川の中学校・高校時代の同級生）がデザインを手掛けたタイトルロゴには、「刀をマイクに持ち替えて、退治てくれよう社会悪。ラジオ大阪 藤川貴央、見参!」というメッセージを体現した藤川の似顔絵が添えられている。また、あるリスナーからの提案を受けて、番組内でリスナーは「ござらー」と呼ばれている。
藤川は生放送のパートを単独で進行しているが、放送開始から半年間は、7時の時報前（6:55頃から5分間）にもストレートニュースのパートを設定。このパートのみ、「弁天小町」と称するAIアナウンサーの音声でニュースを伝えていた。

### 番組開始までの経緯
ラジオ大阪では2019年（平成31年）4月改編を境に、自社制作・産経新聞社の協力による報道番組を大幅に削減。2019年の10月改編から2022年（令和4年）2月までは、『ニュース・パレード』（文化放送が平日の夕方に制作するNRN向け全国ニュース）の同時ネットと制作協力（大阪府・兵庫県・奈良県からの取材リポート）を続ける一方で、自社制作の定時ニュースを単独番組として一切編成していなかった。
さらに、2007年（平成19年）10月から土曜日の夕方 - 夜間帯で放送されていた『ニュース・ハイブリッド』（2014年6月までは単独番組→翌7月以降は『里見まさとのおおきに!サタデー』への内包コーナーとして編成）を2020年（令和2年）3月で終了させたことによって、土・日曜日にレギュラーで編成される報道番組自体が2021年2月まで一時消滅。平日については、自社制作による午前～夕方帯の生ワイド番組（『ハッピー・プラス』など）でストレートニュースを伝えるコーナーを設けてはいるものの、自社制作による報道系のレギュラー番組は『News Tonight いいおとな→週末ワイド　ラジオ産経』（産経新聞大阪本社の協力による毎週金曜日の生放送番組）だけにとどまっていた（当該項に詳述）。
ちなみに、上記の生ワイド番組ではパーソナリティ（主に女性のフリーアナウンサーやタレント）やMC企画所属の男性アナウンサーがニュースを担当しているが、藤川は当該時間帯の生ワイド番組でパーソナリティを務めていなかった。本人によれば「定時ニュースを単独番組として編成しなくなってからは（緊急時のニュース速報を除いて）ストレートニュースを放送で読む機会がなかった」とのことだが、アナウンサーとしての活動と並行しながら2018年（平成30年）から2年間『OBCドラマチック競馬』（日曜日の競馬中継）のプロデューサーを兼務したことによって、「みんなで番組を作っていく現場を学べた」という。
その一方で、ラジオ大阪と株式会社DONUTS（動画コミュニティサービスの「ミクチャ」などを手掛けているIT企業）は、2021年（令和3年）10月8日に資本業務提携を締結。DONUTSがこの提携に合わせてラジオ大阪の筆頭株主になったことも背景に、かつて平日の早朝に存在していた自社制作による報道系生ワイド番組の放送枠を2022年の4月改編で復活させたうえで、『モーニングライダー!』の終了以来5年振りに藤川の冠番組を編成することを決めた。前述したように全社員に改編のタイムテーブルの原案を募ったところ、藤川がパーソナリティを務める生ワイド番組を平日の早朝に再開させる旨の要望が、社内の大勢を占めたことによる。

### 番組開始後の主な動き
ラジオ大阪では当番組の開始に際して、『週末ワイド　ラジオ産経』『おおきに!サタデー』の放送を2022年の3月で終了。また、2021年の10月改編から4時間（毎週月 - 金曜日7:00 - 11:00）の生ワイド番組として放送されていた『ハッピー・プラス』から、序盤の1時間分を当番組に充てた。その一方で、『ハッピー・プラス』は当番組の開始初日から、当番組の本番直後（8:00）に放送を始める3時間番組として再スタート。スタジオ（ラジオ大阪本社内のAスタジオ）を当番組と共用する関係で、両番組の合間には、出演者の入れ替えに備えてステーションブレイク（スポットCMおよび8時の時報CM枠）を2分間設定している。
2024年4月1日（月曜日）からは、当番組の放送開始時間を7:00に繰り下げる一方で、放送枠を2時間（7:00 - 9:00）に拡大。「ビジネスパーソンのための"聴く朝刊"」というコンセプトの下で、最新のニュースとスポーツニュースを7時台に大きく扱うほか、ビジネスパーソンがradikoで聴かずにいられないようなテーマ（金融、法律、大阪・関西万博など）に関する情報を日替わりで8時台に届けている。これに伴って、『ハッピー・プラス』は放送開始時間を9:00、放送枠を11:00までの2時間に変更。正式な番組タイトルを『オトナ女子モーニングワイド　ハッピー・プラス』に改めたほか、8時台に組み込まれていた定時ニュースと『武田鉄矢・今朝の三枚おろし』（文化放送制作のフロート番組）を、4月1日から当番組内で放送するようになった。また、2024年3月まで当番組の6時台に内包していた通信販売関連の収録番組は、単独番組に戻したうえで同日から当番組直前（6:30 - 6:45）の放送に変更している。
ちなみにラジオ大阪では、2019年の4月改編から休止していた「ラジオ大阪交通情報」（日本道路交通情報センター大阪事務所からの生中継による関西圏向けの道路交通情報）の定時放送を、2024年4月1日の当番組（7:39頃）から日曜以外の曜日に一部の時間帯で再開した。当番組では同日から、「ラジオ大阪交通情報」の放送枠を7時台の後半と8時台の前半（8:04頃）に新設している。

### 突然の番組終了発表
2025年2月24日の番組冒頭で2025年3月いっぱい（正確には3月28日）での番組終了を発表した。3日前の2月21日にラジオ大阪がスポンサーなど関係者向けに2025年4月改編の説明会をオンラインで実施し、そのアーカイブをYouTubeに関係者のみの限定で公開するつもりであったが設定ミスにより3時間20分の間一般公開されるという不手際が発生した。このため本来3月に発表を予定していた番組終了について急遽公表する事態となった。
なお、藤川のX（旧Twitter）アカウントによれば、2025年4月の改編から、平日の9時から11時の枠で放送されていた『ハッピー・プラス』の後継番組として、『藤川貴央のちょうどえぇラジオ』の放送が開始されるという。また、この『藤川貴央のニュースでござる』を放送してきたこの枠には、千葉県を放送エリアに持つベイエフエム制作の『AWAKE』を8:50までネット受けする。これは、この番組の月曜から木曜のDJを務める有馬隼人（元TBSアナウンサー・元アメリカンフットボール選手）がラジオ大阪の放送エリアである関西にルーツを持っていることから「放送波の垣根を超えた」同時ネットが実現したという。内包番組である『武田鉄矢・今朝の三枚おろし』は単独番組として8:50 - 9:00に放送する。

## 出演者
ラジオ大阪からの生放送パートへの出演者に限って記載

### 現在（2024年4月改編以降）

#### パーソナリティ
- 藤川貴央（ラジオ大阪アナウンサー）
  - 2020年12月に結婚していたことを、初回放送分のオープニングパートで初めて公表した。『モーニングライダー!』の終了後は私生活を明かさなくても成り立つ音楽関連の番組を主に担当していて、「一会社員（ラジオ大阪の正社員）に過ぎない自身の結婚を（自身の番組で）放送時間を割いてまで公表することに抵抗はあった」とのことだが、「平日に帯の生放送番組を（『モーニングライダー!』の終了以来5年振りに）担当するからには、パーソナリティの生活感を（放送を通じて）出すことも必要」との思いから公表に踏み切った[7]。

#### コーナーレギュラー
以下の人物は基本として、7時台後半（2024年3月まで）→8時台前半（同年4月以降）の日替わり企画に限って出演。
- 月曜日：大澤謙一郎[8]（『サンケイスポーツ』文化報道部長、2022年4月 - ）
  - 『サンケイスポーツ』の大阪本社では、阪神タイガース・ガンバ大阪担当の記者や運動部長を歴任していた。当番組の開始時点では大阪本社専任の文化報道部長だったが、2024年の人事異動で東京本社の同職を兼務することになったため、東京からの電話出演に変更している。
- 火・金曜日：安本寿久（『産経新聞』大阪本社編集委員、2023年4月 - ）
  - ラジオ大阪では、『News Tonight いいおとな』や『週末ワイド ラジオ産経』などで16年にわたってアンカーマンやコメンテーターを務めていた。当番組には、2022年9月にパーソナリティを2日間代行した後に、2023年4月から9月まで火曜日にのみレギュラーで出演。
- 木曜日：渡部圭介（『産経新聞』大阪本社文化部記者→デスク、2022年4月 - ）

以下の人物は、2024年4月改編から出演。
- 火曜日：中野宗一郎（弁護士）
  - 改編を機に日替わり企画が8時台の後半にも放送されることに伴って、当該時間帯の法律関連企画（「裁いて候、一件落着！」）に出演。

### 過去（2023年9月以前）のコーナーレギュラー
- 米井敬人（放送作家、2022年4月 - 2023年3月）
  - 火曜日の日替わり企画「ネタコレ!トピックスでござる」に出演

### パーソナリティ代理
- 2022年8月15日（月曜日）・16日（火曜日）：和田麻実子（ラジオ大阪アナウンサー）
  - 後輩のアナウンサーでもある藤川が高熱で出演を見合わせたことに伴って、「くノ一麻実子」と称して代演[9]。当番組とスタジオを共用している『OBCグッドアフタヌーン!和田麻実子のみみよりだんご』（2022年4月5日から毎週火曜日の11:00 - 14:00に編成されている生ワイド番組）のパーソナリティでもあるため、16日には当番組に続いて『みみよりだんご』にも通常どおり出演した。
- 2022年8月17日（水曜日） - 19日（金曜日）・24日（水曜日）：やのぱん
  - 藤川が8月14日にPCR検査を受けたところ、翌15日の深夜に新型コロナウイルスへの感染が確認されたことに伴う代演。藤川が休演に至った以上の事情については、本人が16日の放送後にTwitterの個人アカウントで公表した[10]ため、放送上は17日にやのぱんを通じて初めて明らかにされた。
  - ラジオ大阪で『Hit&Hit!』（平日午後の生ワイド番組）火曜分のパーソナリティを務めるかたわら、通信販売関連のテレビ番組に数多く出演していることから、代演に際しては「なにわのバナナの叩き売り」と自称していた[11]。
- 2022年8月22日（月曜日）・23日（火曜日）：堀江良信（フリーアナウンサー）
  - 代演が決まった経緯は前述。藤川は、所轄の保健所から指定されたホテルで10日間療養した後に、35歳の誕生日に当たる8月25日（木曜日）から出演を再開した[12]。
- 2022年9月5日（月曜日）・7日（水曜日）・8日（木曜日）：堀田篤（関西テレビアナウンサー）[13]
- 2022年9月6日（火曜日）・9日（金曜日）：安本寿久[14]
  - いずれも、藤川の夏季休暇に伴う代演。堀田はラジオ大阪で2021年度に『カンテら!』（当番組初代プロデューサーの宇佐見健太がディレクターを務めた週2回放送の収録番組で関西テレビの現職アナウンサーから1回につき2名をパーソナリティに起用）でパーソナリティを頻繁に担当していた。
- 2023年9月11日（月曜日） - 15日（金曜日）：堀田篤
  - 藤川の夏季休暇に伴う代演で、12日（火曜日）放送分には安本、15日放送分には山本大貴と橋本和花子（いずれも『カンテら!』に出演していた関西テレビの後輩アナウンサー）をゲストに迎えていた[15]。
- 2024年2月26日（月曜日） - 3月1日（金曜日）：堀田篤
  - 福島テレビからの中途採用扱いで2013年にラジオ大阪（OBC）へ入社した藤川が、OBC独自の福利厚生制度である「勤続10年休暇」を活用することに伴う代演。3月1日の7時台には、『カンテら!』に出演していた関西テレビの後輩アナウンサーから、服部優陽と山本大貴をゲストに迎えていた。
- 2024年9月9日（月曜日） - 9月13日（金曜日）：堀田篤
  - 藤川の夏季休暇に伴う代演で、前週の金曜日（9月6日）にも、スタジオ見学の一環でオープニングパートに出演。13日の8時台には、関西テレビの同僚アナウンサーから山本[16]と橋本が1年振りに登場した。

いずれの日も、番組のタイトルや、藤川の声によるタイトルコール・サウンドステッカー（いずれも事前に収録）を変えずに放送。

## 放送時間
- 毎週月 - 金曜日 6:30 - 8:00（2022年4月4日 - 2024年3月29日）
  - 2022年3月まで単独番組として6:40 - 6:55に編成されていた通信販売関連の番組（いずれも事前収録の購入番組）については、当番組へ1コーナー扱いで内包することによって、当該時間帯での放送を同年9月30日（金曜日）まで継続。「弁天小町」の使用終了（放送上の名目は「研修による卒業」）を機に、番組の開始当初から直後（6:55から5分間）に編成されていたストレートニュースのパートを同日で廃止したため、翌週（10月3日）から内包の時間帯を6:45 - 7:00に変更した。
  - 2023年7月17日（月曜日・海の日）には、ラジオ大阪が開局65周年・「弁天町」（大阪ベイタワー）への本社移転30周年記念番組『World Bentencho Carnival ～大阪・関西から世界へ～』が5:30 - 25:00（翌18日の1:00）に編成。当番組および『ハッピー・プラス』の放送枠が第2部「レジェンドと語る、あの時・あの番組」に充てられたため、当番組を全編にわたって休止した。ただし、藤川は第4部（大阪ベイタワー2階アトリウムからの公開生放送パート「World Bentencho Carnival in 大阪ベイタワー」）に出演。
- 毎週月 - 金曜日 7:00 - 9:00（2024年4月1日 - ）
  - 『ハッピー・プラス』では、2019年4月4日（月曜日）の初回から全曜日で続けてきた午前8時台の放送を、当番組の放送枠拡大に伴って2024年3月29日（金曜日）で終了。これに伴って、『ハッピー・プラス』の全曜日で8:35頃から10分間内包してきた『武田鉄矢・今朝の三枚おろし』（文化放送の制作によるNRN系列全国ネット向けの収録番組）を、当番組の8時台後半で放送することになった。その一方で、当番組の6時台に組み込まれていた通信販売関連番組（前述）については、2024年4月1日から単独番組として6:30 - 6:45に編成。

## タイムテーブル
生放送番組のため、事前収録のフロート番組（『  』内に表記）を除いて時刻は目安。藤川が休演する日には、特記しない限り、以下に挙げる「藤川」の役割をパーソナリティの代理者が担う。

### 現在（2024年4月以降）
◎：2024年3月以前から当番組で放送されている企画・コーナー

●：2024年3月まで『ハッピー・プラス』内で午前8時台に放送されていたコーナー

7時台

- 7:00　 オープニング
- 7:03 　 「今日のどっち派!?」◎
  - リスナーの意見が割れそうなニュースや話題からテーマを設定したうえで、そのテーマに関する二者択一式のアンケートを、放送中にX（旧Twitter）の番組公式アカウントで実施する。
- 7:06 　 「朝イチニュース」◎
  - 藤川が、最新のストレートニュースを数項目伝える。
- 7:10 　 「朝刊各紙1面チェック」
  - 放送日の『産経新聞』『読売新聞』『朝日新聞』『毎日新聞』朝刊（いずれも大阪本社発行の最終版）から、1面に掲載されている記事を解説する。2024年3月までは「朝イチニュース」の後半に組み込まれていたが、翌月から番組全体の放送時間が30分拡大したことを受けて、1コーナー扱いで独立。
- 7:31　 「最新のニュース」●→「お天気情報」●
  - この時間帯は藤川ではなく、2024年3月まで『ハッピー・プラス』内の「Today's Pickup」（8時台前半のパート）に内包されていた「産経新聞ニュース」と同様に、MC企画へ所属するフリーアナウンサー（山下和也など）が担当。
- 7:35　 「ラジオ大阪交通情報」
  - ラジオ大阪による平日の通常編成において、最も早い時間に放送。
- 7:36　「阪急オアシス・イズミヤ・デイリーカナートお買い得情報」◎（金曜日にのみ放送）
  - エイチ・ツー・オー食品グループの単独提供によるコーナーで、阪急オアシス・イズミヤ・デイリーカナートは、いずれもグループ傘下のスーパーマーケット。2024年3月までは、毎週金曜日の7:10頃に放送されていた。
- 7:45　 「スポーツ　みねうちでござる」◎
  - 放送前日の主なスポーツニュースを、藤川がまとめて伝える。コーナータイトルの「みねうち」は、峰打ちに由来。

8時台

- 8:00　 「最新のニュース」●→「お天気情報」（いずれも藤川が担当）
  - この時間帯の「最新のニュース」は、前述した『ハッピー・プラス』内の「産経新聞ニュース」に相当するが、放送上は同社の社名を冠していない。ちなみに、2024年4月以降の『ハッピー・プラス』では、9時台の前半に設けられた「Today's Pickup」の中で「産経新聞ニュース」を放送。当番組8時台の藤川と同様に、当日のパーソナリティが直々に原稿を読んでいる。
- 8:04　 「ラジオ大阪交通情報」
- 8:05 　日替わりコーナー（Part1）
  - 月曜日：「スポーツ芸能ねほりはほり」◎
    - 『サンケイスポーツ』文化報道部長の大澤が、電話かスタジオへ出演。プロ野球の門外漢であることを自認している藤川が、スポーツや芸能に関しての情報を大澤から「根掘り葉掘り」訊き出す[17]。

  - 火曜日：「ニュース真剣勝負」◎
    - 安本によるニュース解説企画で、2023年4月から放送。

  - 水曜日
    - 第1･3･5週：「ニュースタイムスリップ」◎
      - 過去の1年を対象に、放送日に起こっていた主な出来事を紹介した後に、当時の日本のヒット曲から選んだ1曲をフルコーラスで流す。2024年3月までは、19:10頃に放送されていた。

    - 第2・4週：「がんばってるで関西!」
      - 関西地方で業績が好調な企業を、東京商工リサーチからの協力を受けて紹介する企画。関西地方における同社の調査担当者が、電話を通じて解説している。2024年3月までは『Hit&Hit!』内で隔週水曜日の16時台前半に放送されていたが、同番組の終了に伴って、翌4月から早朝（当番組内）の放送に移行。藤川が休演する週には、この企画に続いて「ニュースタイムスリップ」を放送することがある。

  - 木曜日：「文化部記者のこぼれ話」◎
    - 『産経新聞』の大阪本社文化部に勤務している渡部が、関西の文化・メディアに関する取材活動や日常生活での出来事を語る。渡部は放送期間中に文化部のデスクへ昇進したが、企画のタイトルには昇進後も「文化部記者」との肩書が残されている。

  - 金曜日：「大阪・関西万博でござる」◎
    - 開幕を2025年3月に控えた大阪・関西万博について、安本が私見を披露する。
- 8:20　 『武田鉄矢・今朝の三枚おろし』（文化放送制作）●
  - 『ハッピー・プラス』へ内包されていた時期には、8:35頃から放送されていた。
- 8:30　 日替わりコーナー（Part2）
  - 月曜日：「ダイエットでござる」
    - ビジネスパーソンの大きな悩みになりがちなダイエットに特化した企画。「自宅でのレシピ」「外食でのメニュー」という両面から、ダイエットへの大きな効果が期待できる食事法やメニューを提案する。

  - 火曜日：「裁いて候、一件落着!」
    - ビジネスパーソンの大きな悩みになりがちな法律について、弁護士の中野に見解を訊く。

  - 水曜日：「今さら聞けないオトナのマネー常識!?」
    - ビジネスパーソンの大きな悩みになりがちな金銭（マネー）について、電話で出演するファイナンシャルプランナーからのアドバイスを受けながら藤川が考察する。

  - 木曜日：「SHOWTIMEでござる」
    - ラジオ大阪が2021年5月から2023年9月まで放送していた『It's SHOWTIME!』（藤川が少年隊のファン有志と共同で立ち上げた音楽番組）の系譜を受け継ぐ企画。同番組で少年隊の魅力を伝え続けてきた藤川が、改めて少年隊の魅力を語るとともに、少年隊の楽曲から毎週1曲を流す。藤川が休演する週には、パーソナリティの代演者が進行する関係で、代演者が推薦する1曲も放送。

  - 金曜日：「今週のピックアップニュース」
    - 放送週に報じられた主なニュースを、藤川が「辛口」の視点で振り返る。
    - 堀田がパーソナリティを代行していた2024年9月13日放送分では、関西テレビでの後輩に当たる山本大貴と橋本を、この時間帯からエンディングまでスタジオに迎えていた。
- 8:45　 「最新のニュース」→「お天気情報」（いずれも藤川が担当）
  - 毎月の最終金曜日には、ラジオ大阪が月に1回開催している番組審議会からのリポート（藤川による審議概要の報告）に充てている。
- 8:50　 エンディング（「今日のどっち派!?」アンケート結果の発表）
  - アンケート結果については、回答者の比率と代表的な意見のみ紹介。

### 過去（2024年3月まで）
- 6:30  オープニング
- 6:33頃　「朝イチニュース」
  - 藤川が最新のストレートニュースを数項目伝えたうえで、放送日の『産経新聞』『読売新聞』『朝日新聞』『毎日新聞』朝刊（いずれも大阪本社発行の最終版）から、1面に掲載されている記事を解説する。
  - 2022年5月からスズキ自販近畿が単独で提供しているが、同月以降の月間番組表では、当コーナーに【PT】（複数社による提供を示す略称）を付記していた。なお、スズキ自販近畿は、2024年4月以降も「朝イチニュース」への提供を継続。
- 6:45
  - 月曜日：『まいどあり～。』
  - 火・水・金曜日：『今旬!インフォメーション』
  - 木曜日：『旬!SHUN!ピックアップ』
    - 藤川はこの時間から7:00まで放送に登場しないため、「朝イチニュース」の最後に上記番組のタイトルを述べたうえで、「7:00に戻って参ります」という趣旨の一言を添えている。
- 7:00　最新のニュースと大阪の天気予報（藤川が担当）
- 7:02頃　「今日のどっち派!?」
- 7:06頃　フリーゾーン
  - 前述した一般紙の朝刊に掲載されている関西ローカル向けの記事、他紙（『日本経済新聞』『サンケイスポーツ』などの大阪本社最終版）の注目記事、リスナーから寄せられたメッセージ、ラジオ大阪からの情報などを紹介。その合間に、番組側で選んだ楽曲を流していた。
  - 月曜日には、2022年6月6日から一時、7:15頃から『みみより姿勢ウォーキング』というフロート番組を放送。小学校5年時に首の骨が折れた影響でおよそ5年もの闘病生活を送った末に、「姿勢特化型リハビリウオーキング」を開発した川原たけまさ（一般社団法人　健康寿命世界一代表）が、中高年の健康や身体（膝・腰・姿勢など）についての話を和田に語るコーナーで、初回から2022年5月31日までは『和田麻実子のみみよりだんご』に1コーナー扱いで組み込まれていた。なお、藤川は放送開始の当初から収録に参加していない。
  - 水曜日には、「ニュースタイムスリップ」を編成していた。
- 7:25　『朝の健康便り』（藤川は登場しなかった）
- 7:30頃　日替わりコーナー
  - 月曜日：「スポーツ芸能ねほりはほり」
    - 2023年7月10日放送分では、朝日放送テレビの現職アナウンサーである伊藤史隆を、（翌11日付で正式に就任する）「神戸新開地・喜楽館の支配人」としてゲストに迎えた[18]。

  - 火曜日：「ニュース真剣勝負」
    - 番組の開始から1年間は、「ネタコレ!トピックスでござる」（米井が個人的に気になった出来事を語る企画）に充てていた。

  - 水曜日：「パン屋さんでござる」
    - リスナーが勧める「パン屋さん」（ベーカリー）の経営者と電話をつなぎながら、藤川が事前に取材した模様を紹介。「パン屋さん」に関する情報を、リスナーから常時受け付けていた。ちなみに、藤川はこのコーナーがきっかけで、2023年10月にパンシェルジュ検定3級の試験に合格。
    - 藤川の休演があらかじめ決まっている日には、パーソナリティの代理者が取材と進行を担当するか、コーナー自体を休止することで対応していた。

  - 木曜日：「文化部記者のこぼれ話」
  - 金曜日：「65歳が、無関心じゃいられないニュース」
    - ラジオ大阪が開局65周年の前月（2023年6月）に「おとなたちに、エールを。Re:Generation OBC」というステーションコンセプトと「65歳。もう、好きにやります。」というキャッチフレーズを打ち出したことを背景に、自社制作で平日の早朝～夕方帯にレギュラーで編成している（当番組や『ハッピー・プラス』『みみよりだんご』『Hit&Hit!』を含む）生ワイド番組の一部コーナーを同年10月から「おとなたちに、エールを。『おとな応援コーナー』」として設定することを受けて、当番組における「おとな応援コーナー」として放送を開始。火曜日に続いて安本を迎えたうえで、「65歳を中心とする『おとなたち』が無関心でいられない」という視点で選んだニュースを掘り下げながら紹介していた。
    - 番組の開始から2023年9月までは、「レポートでござる」という企画を編成。藤川（休演する場合にはパーソナリティの代理者）が自ら足を運んで取材したことを報告していた。
      - 堀田がパーソナリティを代行していた2023年9月15日放送分には、関西テレビの後輩アナウンサーから山本と橋本がゲストで出演。阪神が前日（14日）の対読売ジャイアンツ戦（阪神甲子園球場でのナイトゲーム）での勝利によって2005年以来18年振りのセントラル・リーグ優勝を決めたことを受けて、関西テレビが試合後（同日の深夜）に関西ローカルで急遽放送した優勝記念特別番組で山本・橋本とも祝勝会（ビール掛け）中継のリポートを任されていたことを背景に、この試合から祝勝会に至るまでの「レポート」を特別に放送した[15]。
- 7:45頃　最新のニュース（藤川が担当）
  - ストレートニュースに続いて、「朝イチニュース」で見出しを取り上げた朝刊の1面記事から1本を解説付きで紹介するか、楽曲を1曲流していた。
  - 放送日によっては、ニュースを伝えない代わりに、通信販売関連のインフォマーシャルに充てていた。インフォマーシャルには事前に収録した音源を用いているため、藤川が生放送を休演している日にもこの音源を流すことがあった。
  - 毎月の最終金曜日には、大阪放送番組審議会からのリポートを藤川が伝えていた。
- 7:55頃　エンディング（「今日のどっち派!?」アンケート結果の発表）